# Kościół Trójcy Przenajświętszej w Pawłówce
Kościół Trójcy Przenajświętszej w Pawłówce – drewniany rzymskokatolicki kościół parafialny, pw. Trójcy Przenajświętszej, zbudowany w 1905 w Teolinie, przeniesiony w 1923 do Nowej Pawłówki. 

## Historia
W 1923 powstała nowa parafia w Pawłówce wydzielona z części parafii Jeleniewo i Przerośl. Zrezygnowano z budowy nowego kościoła, a zakupiono wystawiony na sprzedaż drewniany kościół z 1905, przerobiony z dawnej cerkwi, w miejscowości Teolin, obecnie Białoruś. Przewiezioną świątynię złożono w 1923 w miejscowości Nowa Pawłówka. Nie odzyskała jednak pierwotnego wyglądu. W 1986 kościół z dzwonnicą i cmentarz rzymskokatolicki wpisano do rejestru zabytków.

## Architektura i wyposażenie
Bryła kościoła nawiązuje do budowli bazylikalnych o trzech nawach. Świątynia drewniana konstrukcji szkieletowej, posadowiona na wysokiej kamiennej podmurówce. Zbudowana w na planie prostokąta z niższymi bocznymi nawami. Prezbiterium nie wyodrębnione, wydzielone wewnętrznie w nawie głównej. Ściany oszalowane pionowo deskami. Dachy blaszane. Nawa główna przykryta dachem dwuspadowym z uskokiem wzbogaconym o dodatkowy rząd okien, poniżej którego dachy pulpitowe naw bocznych.
Wnętrze podzielone na trzy części dwoma rzędami słupów, pomiędzy którymi system kratownic wzmacniających konstrukcję. W nawie głównej i prezbiterium strop kolebkowy spłaszczony, w nawach bocznych stropy płaskie. Podłoga z desek. Ołtarz główny w stylu bizantyjskim z początku XX w. z obrazem Trójcy Świętej; ołtarz boczny lewy poświęcony Najświętszemu Sercu Jezusowemu, a prawy z figurą MB Niepokalanej. Chór muzyczny wsparty na dwóch słupach. 

## Otoczenie
Niewielka drewniana dzwonnica z lat dwudziestych XX w. Zbudowana na planie kwadratu i zwieńczona dachem namiotowym.